# Муфулира
Муфулира (на английски: Mufulira) е град в централната част на Северна Замбия, провинция Копърбелт. Близо е (16 km) до границата с Демократична република Конго. Основан е в началото на 20 век. Има жп гара, от която на юг се пътува към градовете Китуе и Ндола, а на север до град Чингола и Демократична република Конго. Център е на медодобивна промишленост. Население 120 516 жители от преброяването към 1 януари 2005 г.

## Личности, родени в Муфулира
- Робърт Ърншоу (р.1981), уелски футболист-национал